# Ленинградские ковбои встречают Моисея
«Ленингра́дские ковбо́и встреча́ют Моисе́я» (англ. Leningrad Cowboys Meet Moses) — фильм финского режиссёра Аки Каурисмяки, снятый в 1994 году. Продолжение фильма «Ленинградские ковбои едут в Америку».

## Сюжет
Прошло пять лет с тех пор, как музыкальная группа из глухой сибирской деревушки обосновалась в Мексике. Их деспотичный импресарио Владимир исчез, но в его отсутствие группа завоевала постоянное место в местных чартах, будучи востребованной на многочисленных свадьбах и похоронах. На пути столь успешного продвижения непреодолимой преградой стало лишь повальное увлечение музыкантов горячительными напитками. Уцелевшие в неравной схватке с чудовищем по имени Текила затаились в безлюдной пустыне, где их спустя некоторое время настигла телеграмма от безымянного работодателя, предлагавшего контракт на выступление в нью-йоркском клубе.
В Нью-Йорке музыканты встретили своего пропавшего импресарио, отрастившего длинную бороду и выдавающего себя за Моисея. В короткое время новоявленный пророк восстановил свою безграничную власть и горячей проповедью убедил участников коллектива о необходимости возвращения домой. Долгий путь к земле обетованной сопровождался рядом неприятных эпизодов с представителями властей. Неугомонный Владимир в качестве сувенира прихватил с собой деталь, заблаговременно отколотую им от скульптуры памятника Свободы, и за путешествующей на стареньком автобусе группой неустанно следил строящий всевозможные каверзы секретный агент Джонсон.

## В ролях
- Матти Пеллонпяя — Моисей / Владимир
- Кари Вяянянен — немой
- Андре Вильм — Лазарь / Джонсон / Илия
- Никки Теско — американский кузен
- Рок-группа «Ленинградские ковбои»